# 22724 Byatt
22724 Byatt è un asteroide della fascia principale. Scoperto nel 1998, presenta un'orbita caratterizzata da un semiasse maggiore pari a 3,2325367 UA e da un'eccentricità di 0,1039449, inclinata di 2,83191° rispetto all'eclittica.